# Tylostigma
Tylostigma es un género de orquídeas perteneciente a la subfamilia Orchidoideae. Es nativo de Madagascar.

## EspeciesTylostigma
A continuación se brinda un listado de las especies del género Tylostigma aceptadas hasta mayo de 2011, ordenadas alfabéticamente. Para cada una se indica el nombre binomial seguido del autor, abreviado según las convenciones y usos y la publicación válida.
1. Tylostigma filiforme H.Perrier, Notul. Syst. (Paris) 14: 138 (1951).
2. Tylostigma foliosum Schltr., Repert. Spec. Nov. Regni Veg. Beih. 33: 21 (1923).
3. Tylostigma herminioides Schltr., Repert. Spec. Nov. Regni Veg. Beih. 33: 21 (1924).
4. Tylostigma hildebrandtii (Ridl.) Schltr., Repert. Spec. Nov. Regni Veg. Beih. 33: 22 (1924).
5. Tylostigma madagascariense Schltr., Beih. Bot. Centralbl. 34(2): 298 (1916).
6. Tylostigma nigrescens Schltr., Beih. Bot. Centralbl. 34(2): 298 (1916).
7. Tylostigma perrieri Schltr., Beih. Bot. Centralbl. 34(2): 298 (1916).
8. Tylostigma tenellum Schltr., Repert. Spec. Nov. Regni Veg. Beih. 33: 23 (1924).